# Melanocharis striativentris
Il beccabacche striato (Melanocharis striativentris Salvadori, 1894) è un uccello passeriforme della famiglia Melanocharitidae.

## Etimologia
Il nome scientifico della specie, striativentris, deriva dal latino e significa "dal ventre striato", in riferimento alla livrea di questo uccello: il suo nome comune si riferisce anch'esso alla livrea.

## Descrizione

### Dimensioni
Misura 12,7–14 cm di lunghezza: caso rarissimo fra i passeriformi (lo si osserva solo nell'affine beccabacche coda a ventaglio), in questa specie le femmine sono più grosse e pesanti dei maschi anche di un terzo.

### Aspetto

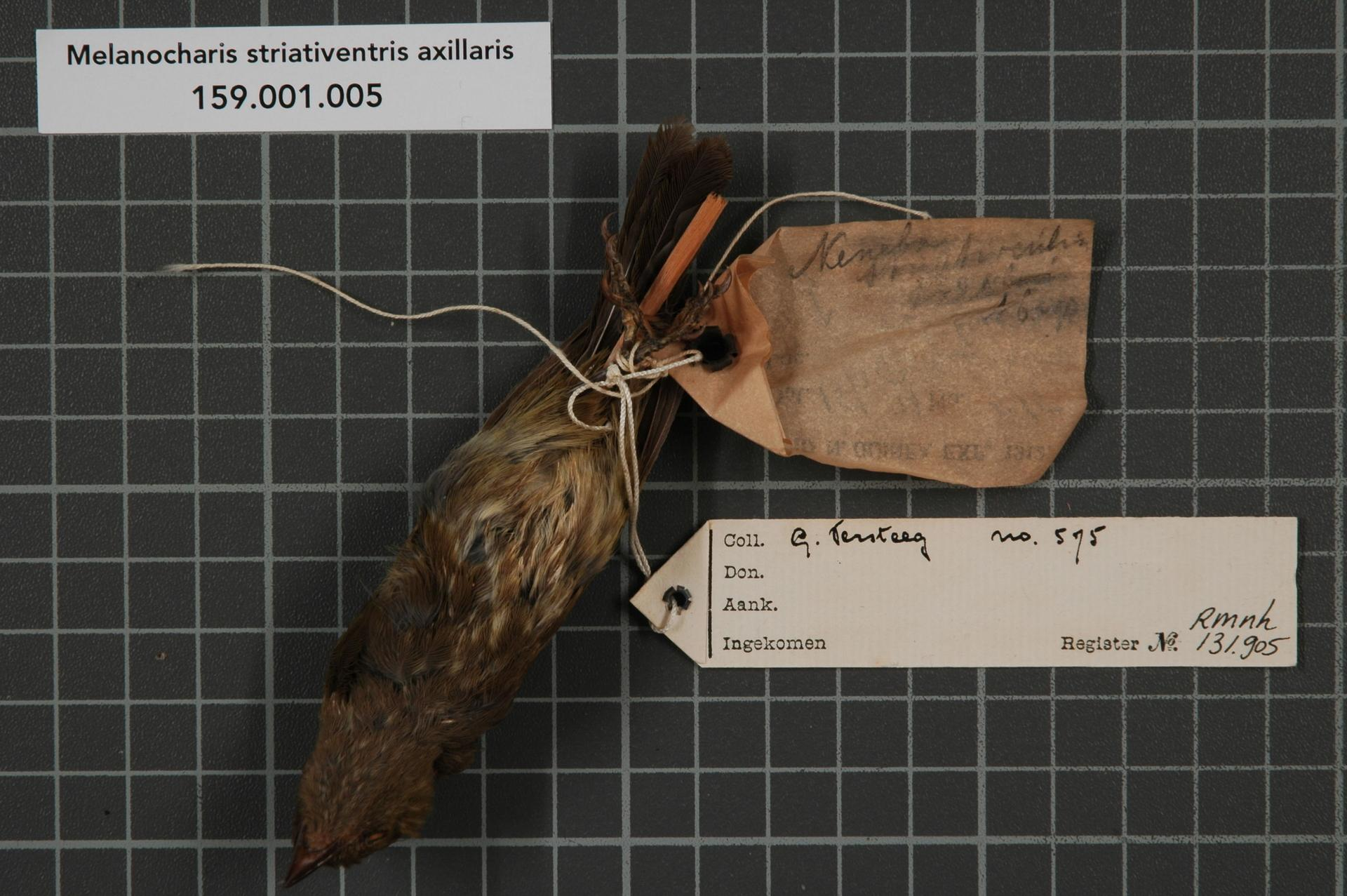
Maschio impagliato della sottospecie axillaris.

Si tratta di uccelli dall'aspetto paffuto e massiccio, muniti di testa allungata, becco sottile e di media lunghezza, forti zampe e coda piuttosto lunga e squadrata.
Il piumaggio è piuttosto sobrio: testa, dorso, gola, ali e coda sono di colore bruno-olivastro, più scuro su queste ultime due parti, che sfumano nel nerastro (con penne esterne della coda munite di base biancastra). Petto e ventre sono di colore giallo-verdastro, con singole penne dalla punta bruna a dare un effetto screziato.

Il dimorfismo sessuale è presente ma non evidentissimo, con le femmine dalla colorazione più scialba rispetto ai maschi, meno vivida specialmente per quanto concerne l'area ventrale.
Becco e zampe sono di colore nerastro, mentre gli occhi sono di colore bruno scuro.

## Biologia
Si tratta di uccelli dalle abitudini di vita essenzialmente diurne, che vivono da soli o in coppie, dimostrandosi estremamente timidi ed elusivi.

### Alimentazione
La dieta di questi uccelli si compone di bacche e piccoli frutti, nonché di insetti ed altri piccoli invertebrati.

### Riproduzione
Si conosce molto poco circa le abitudini riproduttive di questi uccelli, sebbene si pensi che esse non differiscano in maniera significativa da quanto osservabile negli altri beccabacche: i nidi (a coppa, molto profondi) sono stati osservati nel mese di dicembre, lasciando supporre una stagione degli amori estesa durante la stagione secca.

## Distribuzione e habitat
La specie è endemica della Nuova Guinea, della quale occupa tutto l'asse montuoso centrale dal centro-ovest dell'isola alla sua punta sud-orientale, inclusa la penisola di Huon.
L'habitat di questi uccelli è rappresentato dalla foresta pluviale pedemontana, sia primaria che secondaria, fra i 1150  ed i 2300 m di quota.

## Tassonomia
Se ne riconoscono due sottospecie:
- Melanocharis striativentris striativentris Salvadori, 1894 - la sottospecie nominale, diffusa in Papua Nuova Guinea;
- Melanocharis striativentris axillaris (Mayr, 1931) - diffusa nella provincia di Papua.

Alcuni autori riconoscerebbero anche una sottospecie chrysocome della penisola di Huon, sinonimizata con la nominale.